# Вишняков, Фёдор Васильевич
Фёдор Васильевич Вишняков (25 мая 1927, село Приречное, Воронежская губерния — 18 октября 1983, Ленинград) — передовик советского судостроительства, бригадир судосборщиков Балтийского судостроительного завода имени Серго Орджоникидзе Министерства судостроительной промышленности СССР, город Ленинград. Герой Социалистического Труда (1971).

## Биография
Родился 25 мая 1927 года в крестьянской семье в селе Приречное (ныне — Верхнемамонского района Воронежской области).
В 1935 году вся семья переехала в город Ленинград (ныне — Санкт-Петербург). В годы Великой Отечественной войны в 1941—1943 годах были направлены в эвакуацию. Вернувшись, в декабре 1943 года, в город Ленинград, поступил в школу фабрично-заводского обучения при Балтийском судостроительном заводе. Получил свою единственную на всю жизнь профессию — сборщика корпусов металлических судов. После окончания обучения в школе ФЗО с 1944 года, в годы Великой Отечественной войны, стал работать судосборщиком.
С 1948 года трудился бригадиром судосборщиков на Балтийском заводе имени Орджоникидзе. В 1962 году вступил в члены КПСС.
Участвовал в строительстве более 100 судов, в том числе танкеров «Великий Октябрь» (за который получил золотую медаль ВДНХ) и «Морис Торез». За высокие производственные результаты неоднократно представлялся к награждению орденами и медалями, в том числе по итогам семилетнего плана (1959—1965) — орденом Ленина.
«За выдающиеся заслуги в выполнении заданий пятилетнего плана по развитию судостроительной промышленности», указом Президиума Верховного Совета СССР от 26 апреля 1971 года (закрытым) Фёдору Васильевичу Вишнякову было присвоено звание Героя Социалистического Труда с вручением ордена Ленина и золотой медали "Серп и Молот.
По его предложению были внедрены «стапельные посты» — миниатюрные домики-каюты, перемещаемые краном в нужные точки строящегося корабля. В таком посту хранится инструмент, здесь можно провести небольшое совещание.
Избирался депутатом Василеостровского районного Совета (1957—1965), являлся членом Ленинградского горкома КПСС (с 1975), Василеостровского райисполкома, ЦК профсоюза судостроительной промышленности (1958 и 1962).
Погиб на рабочем месте 18 октября 1983 года. Похоронен на Северном кладбище Санкт-Петербурга.

## Награды
- 1950 — медаль «За трудовое отличие», 1955 — медаль «За трудовую доблесть», 1956 — орден «Знак Почёта», 1966 — орден Ленина.
- Герой Социалистического Труда — указом Президиума Верховного Совета СССР от 26 апреля 1971 года
- Орден Октябрьской Революции (1974).